# Southern View
Le village de Southern View est situé dans le comté de Sangamon, dans l’État de l’Illinois, aux États-Unis. Sa population s’élevait à 1 642 habitants lors du recensement de 2010, estimée à 1 618 habitants en 2016. Southern View fait partie de l’agglomération de Springfield, la capitale de l’État.

## Source
- (en) Cet article est partiellement ou en totalité issu de l’article de Wikipédia en anglais intitulé « Southern View, Illinois » (voir la liste des auteurs).